# Število alef
Število alef se v teoriji množic imenujejo števila v zaporedju števil, ki predstavljajo kardinalnosti neskončnih množic. Ime izvira iz prve črke hebrejske abecede, ki ga zapišemo kot {\displaystyle \aleph \,}, in se tudi uporablja za označevanje. 
Kardinalnost naravnih števil označujemo z {\displaystyle \aleph _{0}\,} (beri alef nič). Po velikosti naslednjo kardinalnost označujemo z {\displaystyle \aleph _{1}\,} (beri alef ena), naslednja oznaka je {\displaystyle \aleph _{2}\,} (alef dva).
Na ta način lahko označimo kardinalno število {\displaystyle \aleph _{\alpha }\,} za poljubno ordinalno število {\displaystyle \alpha \,}.
Pojem je vpeljal nemški matematik Georg Ferdinand Cantor (1845 – 1918), ki je prvi vpeljal pojem kardinalnosti in je tudi ugotovil, da imajo neskončne množice različne kardinalnosti.

## Alef nič
Alef nič označujemo z {\displaystyle \aleph _{0}\,}, ki pomeni kardinalnost naravnih števil, in je prvo transfinitno kardinalno število. Množica ima kardinalnost {\displaystyle \aleph _{0}\,} samo, če in samo, če je števno neskončna, kar je samo, če in samo, če lahko uporabimo bijekcijo z naravnimi števili. Takšne množice vključujejo naslednje množice:
- praštevil
- celih števil
- racionalnih števil
- algebrskih števil
- binarnih nizov s končno dolžino
- podmnožica števnih množic

## Alef ena
Označuje se z {\displaystyle \aleph _{1}\,}.
To je kardinalnost vseh števnih ordinalnih števil (oznaka {\displaystyle \omega _{1}\,} ali {\displaystyle \Omega \,}). 
Definicija {\displaystyle \aleph _{1}\,} kaže na to, da ni kardinalnih števil med {\displaystyle \aleph _{0}\,} in {\displaystyle \aleph _{1}\,}. Če uporabimo aksiom izbire, ugotovimo, da je razred kardinalnih števil polno urejen in je {\displaystyle \aleph _{1}\,} drugo najmanjše neskončno kardinalno število.

## Domneva kontinuuma
Domneva kontinuuma obravnava velikosti neskončnih množic. Domneva trdi, da ni množice, ki bi imela kardinalnost, ki bi bila med kardinalnostjo celih in realnih števil.
Kardinalnost množice realnih števil je enaka {\displaystyle 2^{\aleph _{0}}\,}.
Velja tudi:
{\displaystyle 2^{\aleph _{0}}=\aleph _{1}.}